# Lista trybunów ludowych republiki rzymskiej
Lista trybunów ludowych republiki rzymskiej zawiera spis Rzymian, pełniących funkcję trybuna ludowego w latach 493 – 43 p.n.e. Źródła antyczne nie wymieniają wszystkich trybunów pełniących ten urząd, często też daty sprawowania przez nich urzędu lub ich imiona są nieprecyzyjne i niepełne.

## Trybuni ludowi republiki rzymskiej
| Rok (p.n.e.)      | Wczesna republika | Wczesna republika | Wczesna republika | Wczesna republika |
| ----------------- | --- | ----------------- | ----------------- | ----------------- |
| 493               | Lucjusz Alibiniusz Paterculus, Lucjusz Juniusz Brutus, Gajusz Licyniusz, Publiusz Licyniusz, Lucjusz Sycyniusz Bellutus, Gajusz Wisceliusz (Icyliusz) Ruga |                   |                   |                   |
| 492               | Spuriusz Sycyniusz |                   |                   |                   |
| 491               | Marek Decjusz, Lucjusz Sycyniusz Vellutus |                   |                   |                   |
| 490 - 487         | nieznani |                   |                   |                   |
| 486               | Gajusz Rabulejusz, Publiusz Mucjusz Scewola, Spuriusz Kasjusz |                   |                   |                   |
| 485 - 484         | nieznani |                   |                   |                   |
| 483               | Gajusz Meniusz |                   |                   |                   |
| 482               | nieznani |                   |                   |                   |
| 481               | Spuriusz Licyniusz |                   |                   |                   |
| 480               | Tyberiusz Pontyficjusz |                   |                   |                   |
| 479 - 477         | nieznani |                   |                   |                   |
| 476               | Kwintus Konsydiusz, Tytus Genucjusz |                   |                   |                   |
| 475               | Lucjusz Cedyciusz, Tytus Stacjusz |                   |                   |                   |
| 474               | nieznani |                   |                   |                   |
| 473               | Gnejusz Genucjusz |                   |                   |                   |
| 472               | Volero Publiliusz |                   |                   |                   |
| 471               | Gajusz Letoriusz, Volero Publiliusz |                   |                   |                   |
| 470               | Marek Duilliusz, Spuriusz Icyliusz, Lucjusz Mecyliusz, Lucjusz Numitoriusz, Gnejusz Sycyniusz |                   |                   |                   |
| 469 - 463         | nieznani |                   |                   |                   |
| 462               | Gajusz Terentyliusz Harsa, Sekstus Tytiusz |                   |                   |                   |
| 461               | Aulus Werginiusz, Marek Wolscjusz Fiktor |                   |                   |                   |
| 460               | Aulus Werginiusz, Marek Wolscjusz Fiktor |                   |                   |                   |
| 459               | Aulus Werginiusz, Marek Wolscjusz Fiktor |                   |                   |                   |
| 458               | Aulus Werginiusz, Marek Wolscjusz Fiktor |                   |                   |                   |
| 457               | Aulus Werginiusz, Marek Wolscjusz Fiktor |                   |                   |                   |
| 456               | Lucjusz Icyliusz, Lucjusz Alienus |                   |                   |                   |
| 455               | Lucjusz Icyliusz, Lucjusz Alienus |                   |                   |                   |
| 454               | Gajusz Kalwiusz Cyceron, Lucjusz Sykcjusz Dentatus |                   |                   |                   |
| 453 - 450         | nieznani |                   |                   |                   |
| 449               | Gajusz Aproniusz, Marek Duilliusz, Lucjusz Icyliusz, Publiusz Numitoriusz, Gajusz Oppiusz, Marek Pomponiusz, Gajusz Sycyniusz, Marek Tityniusz, Lucjusz Werginiusz, Appiusz Williusz |                   |                   |                   |
| 448               | Aulus Aterniusz, Spuriusz Tarpejusz, Lucjusz Treboniusz Asper |                   |                   |                   |
| 447 - 446         | nieznani |                   |                   |                   |
| 445               | Gajusz Kalunejusz, Gajusz Furniusz |                   |                   |                   |
| 444 - 443         | nieznani |                   |                   |                   |
| 442               | Petyliusz |                   |                   |                   |
| 441               | Petyliusz |                   |                   |                   |
| 440 - 437         | nieznani |                   |                   |                   |
| 436               | Spuriusz Meliusz |                   |                   |                   |
| 435 - 424         | nieznani |                   |                   |                   |
| 423               | Gajusz Juniusz |                   |                   |                   |
| 422               | (Tyberiusz) Antystiusz, (Marek) Aselliusz, (Tyberiusz) Spurilliusz, Sekstus Tempaniusz, Lucjusz Hortencjusz |                   |                   |                   |
| 421               | nieznani |                   |                   |                   |
| 420               | Aulus Antystiusz, Sekstus Pompiliusz, Marek Kanulejusz |                   |                   |                   |
| 419 - 417         | nieznani |                   |                   |                   |
| 416               | Syriusz Mecyliusz, (Marek) Metyliusz |                   |                   |                   |
| 415               | Lucjusz Decjusz |                   |                   |                   |
| 414               | Marek Sekstiusz |                   |                   |                   |
| 413               | nieznani |                   |                   |                   |
| 412               | Lucjusz Icyliusz |                   |                   |                   |
| 411               | nieznani |                   |                   |                   |
| 410               | Marek Meneniusz |                   |                   |                   |
| 409               | (Lucjusz?) Icyliusz, Icyliusz, Icyliusz |                   |                   |                   |
| 408 - 402         | nieznani |                   |                   |                   |
| 401               | Marek Akucjusz, Publiusz Kuracjusz, Gajusz Lakeriusz, Marek Metyliusz, Marek Minucjusz, Gnejusz Treboniusz |                   |                   |                   |
| 400 - 396         | nieznani |                   |                   |                   |
| 395               | Tytus Sycyniusz, Kwintus Pomponiusz, Aulus Werginiusz |                   |                   |                   |
| 394               | Tytus Sycyniusz, Kwintus Pomponiusz, Aulus Werginiusz |                   |                   |                   |
| 393               | Tytus Sycyniusz |                   |                   |                   |
| 392               | nieznani |                   |                   |                   |
| 391               | Lucjusz Apulejusz |                   |                   |                   |
| 390               | nieznani |                   |                   |                   |
| 389               | Gnejusz Marcjusz |                   |                   |                   |
| 388               | nieznani |                   |                   |                   |
| 387               | Lucjusz Sycyniusz |                   |                   |                   |
| 386 - 385         | nieznani |                   |                   |                   |
| 384               | Marek Meneniusz, Kwintus Publiliusz |                   |                   |                   |
| 383 - 377         | nieznani |                   |                   |                   |
| 376               | Gajusz Licyniusz Stolo, Lucjusz Sekstiusz Sekstinus Lateranus |                   |                   |                   |
| 375               | Gajusz Licyniusz Stolo, Lucjusz Sekstiusz Sekstinus Lateranus |                   |                   |                   |
| 374               | Gajusz Licyniusz Stolo, Lucjusz Sekstiusz Sekstinus Lateranus |                   |                   |                   |
| 373               | Gajusz Licyniusz Stolo, Lucjusz Sekstiusz Sekstinus Lateranus |                   |                   |                   |
| 372               | Gajusz Licyniusz Stolo, Lucjusz Sekstiusz Sekstinus Lateranus |                   |                   |                   |
| 371               | Gajusz Licyniusz Stolo, Lucjusz Sekstiusz Sekstinus Lateranus |                   |                   |                   |
| 370               | Gajusz Licyniusz Stolo, Lucjusz Sekstiusz Sekstinus Lateranus |                   |                   |                   |
| 369               | Gajusz Licyniusz Stolo, Lucjusz Sekstiusz Sekstinus Lateranus |                   |                   |                   |
| 368               | Gajusz Licyniusz Stolo, Lucjusz Sekstiusz Sekstinus Lateranus |                   |                   |                   |
| 367               | Gajusz Licyniusz Stolo, Lucjusz Sekstiusz Sekstinus Lateranus |                   |                   |                   |
| 366 - 363         | nieznani |                   |                   |                   |
| 362               | Marek Pomponiusz |                   |                   |                   |
| 361               | Tytus Manliusz Imperiosus Torkwatus |                   |                   |                   |
| 360 - 359         | nieznani |                   |                   |                   |
| 358               | Gajusz Petyliusz |                   |                   |                   |
| 357               | Marek Duilliusz, Lucjusz Meneniusz |                   |                   |                   |
| 356 - 343         | nieznani |                   |                   |                   |
| 342               | Lucjusz Genujusz |                   |                   |                   |
| 341 - 328         | nieznani |                   |                   |                   |
| 327               | Marek Flawiusz |                   |                   |                   |
| 326 - 324         | nieznani |                   |                   |                   |
| 323               | Marek Flawiusz |                   |                   |                   |
| 322 - 321         | nieznani |                   |                   |                   |
| 320               | Lucjusz Liwiusz, Kwintus Meliusz, Tyberiusz Numicjusz |                   |                   |                   |
| 319               | Marek Antystiusz |                   |                   |                   |
| 318 - 314         | nieznani |                   |                   |                   |
| 313               | Owiniusz |                   |                   |                   |
| 312               | Lucjusz Kominiusz |                   |                   |                   |
| 311               | Lucjusz Atyliusz, Gajusz Marcjusz, Marek Decjusz |                   |                   |                   |
| 310               | Publiusz Semproniusz |                   |                   |                   |
| 309               | nieznani |                   |                   |                   |
| 308               | Lucjusz Furiusz |                   |                   |                   |
| 307 - 306         | nieznani |                   |                   |                   |
| 305               | Gnejusz Flawiusz |                   |                   |                   |
| 304               | Gnejusz Flawiusz |                   |                   |                   |
| 303 - 301         | nieznani |                   |                   |                   |
| 300               | Gnejusz Ogulniusz, Kwintus Ogulniusz |                   |                   |                   |
| 299               | nieznani |                   |                   |                   |
| 298               | Maniusz Kuriusz Dentatus |                   |                   |                   |
| 297 - 294         | nieznani |                   |                   |                   |
| 293               | Marek Skantiusz |                   |                   |                   |
| 292 - 287         | nieznani |                   |                   |                   |
| Średnia republika | |                   |                   |                   |
| 286               | Akwiliusz |                   |                   |                   |
| 285               | Gajusz Eliusz |                   |                   |                   |
| 284 - 280         | nieznani |                   |                   |                   |
| 279               | Meniusz |                   |                   |                   |
| 278 - 271         | nieznani |                   |                   |                   |
| 270               | Marek Fulwiusz Flakkus |                   |                   |                   |
| 269 - 249         | nieznani |                   |                   |                   |
| 248               | Gajusz Fundaniusz Fundulus, Pulliusz |                   |                   |                   |
| 247 - 242         | nieznani |                   |                   |                   |
| 241               | Genucjusz |                   |                   |                   |
| 240 - 233         | nieznani |                   |                   |                   |
| 232               | Gajusz Flaminiusz Nepos |                   |                   |                   |
| 231 - 221         | nieznani |                   |                   |                   |
| 220               | Marek Metyliusz |                   |                   |                   |
| 219               | Meniusz |                   |                   |                   |
| 218               | Kwintus Klaudiusz |                   |                   |                   |
| 217               | Marek Minucjusz |                   |                   |                   |
| 216               | Kwintus Bebiusz Herreniusz, Marek Minucjusz, Lucjusz Skryboniusz Libon |                   |                   |                   |
| 215               | Gajusz Oppiusz |                   |                   |                   |
| 214               | nieznani |                   |                   |                   |
| 213               | Lucjusz Cecyliusz Metellus |                   |                   |                   |
| 212               | Lucjusz Karwiliusz, Spuriusz Karwiliusz, Gajusz Serwiliusz Kaska |                   |                   |                   |
| 211               | Publiusz Akwiliusz, Gajusz Semproniusz Blezus, Gajusz Serwiliusz Geminus |                   |                   |                   |
| 210               | Gajusz Arreniusz, Lucjusz Arreniusz, Lucjusz Atyliusz, Marek Lukrecjusz |                   |                   |                   |
| 209               | Gajusz Publicjusz Bibulus |                   |                   |                   |
| 208 - 205         | nieznani |                   |                   |                   |
| 204               | Gnejusz Bebiusz (Tamphilus), Marek Cyncjusz Alimentus, Marek Klaudiusz Marcellus, Licyniusz, Marek Syliusz, Publiusz Syliusz |                   |                   |                   |
| 203               | Gnejusz Bebiusz (Tamphilus) |                   |                   |                   |
| 202               | nieznani |                   |                   |                   |
| 201               | Maniusz Acyliusz Glabrion, Kwintus Minucjusz Thermus |                   |                   |                   |
| 200               | Kwintus Bebiusz |                   |                   |                   |
| 199               | Publiusz Porcjusz Leka |                   |                   |                   |
| 198               | Marek Fulwiusz, Maniusz Kuriusz |                   |                   |                   |
| 197               | Kwintus Fulwiusz, Lucjusz Oppiusz (Salinator) |                   |                   |                   |
| 196               | Gajusz Afraniusz, Gajusz Atyniusz Labeo, Gajusz Licyniusz Lukullus, Kwintus Marcjusz Ralla |                   |                   |                   |
| 195               | Marek Fundaniusz, Marek Juniusz Brutus, Publiusz Juniusz Brutus, Lucjusz Waleriusz (Tappo) |                   |                   |                   |
| 194               | Marek Bebiusz (Tamphilus) |                   |                   |                   |
| 193               | Kwintus Eliusz Tubero, Marek Semproniusz (Tuditanus) |                   |                   |                   |
| 192               | Gajusz Tityniusz, Marek Tityniusz |                   |                   |                   |
| 191               | Publiusz Semproniusz Blezus |                   |                   |                   |
| 190               | nieznani |                   |                   |                   |
| 189               | Publiusz Semproniusz Grakchus, Gajusz Semproniusz Rutilus, (Kwintus) Terencjusz Kulleo |                   |                   |                   |
| 188               | Gajusz Waleriusz Tappo |                   |                   |                   |
| 187               | Marek Aburiusz, Lucjusz Mummiusz, Kwintus Mummiusz, Kwintus Petyliusz, Kwintus Petyliusz (Sperinus) |                   |                   |                   |
| 186 - 185         | nieznani |                   |                   |                   |
| 184               | Marek Celiusz, Gajusz Fanniusz, Gajusz Minucjusz Augurinus, Marek Newiusz, Tyberiusz Semproniusz Grakchus |                   |                   |                   |
| 183               | nieznani |                   |                   |                   |
| 182               | Gajusz Orchiusz |                   |                   |                   |
| 181               | nieznani |                   |                   |                   |
| 180               | Lucjusz Williusz Annalis |                   |                   |                   |
| 179 - 178         | nieznani |                   |                   |                   |
| 177               | Kwintus Eliusz Petus (lub Tubero), Aulus (lub Gajusz) Licyniusz Nerva, Gajusz Papiriusz Turdus |                   |                   |                   |
| 176 - 173         | nieznani |                   |                   |                   |
| 172               | Marek Lukrecjusz, Kwintus Marcjusz Scilla, Marek Marcjusz Sermo |                   |                   |                   |
| 171               | Marek Klaudiusz Marcellus, Marek Fulwiusz Nobilior |                   |                   |                   |
| 170               | Gnejusz Aufidiusz, Maniusz Juwentiusz Thalna |                   |                   |                   |
| 169               | Publiusz Rutyliusz, Kwintus Wokoniusz Saksa |                   |                   |                   |
| 168               | Gnejusz Tremelliusz |                   |                   |                   |
| 167               | Marek Antoniusz, Marek Pomponiusz, Tyberiusz Semproniusz |                   |                   |                   |
| 166 - 155         | nieznani |                   |                   |                   |
| 154               | Lucjusz Aureliusz Kotta, Kwintus Cecyliusz Metellus (Macedonicus) |                   |                   |                   |
| 153               | Eliusz, Fufiusz |                   |                   |                   |
| 152 - 150         | nieznani |                   |                   |                   |
| 149               | Lucjusz Kalpurniusz Pizon Frugi, Lucjusz Skryboniusz Libon, Marek Skantiusz (lub Skantiniusz), Atyniusz |                   |                   |                   |
| 148 - 147         | nieznani |                   |                   |                   |
| 146               | Liwiusz |                   |                   |                   |
| 145               | Gajusz Licyniusz Krassus |                   |                   |                   |
| 144               | nieznani |                   |                   |                   |
| 143               | Tytus Dydiusz |                   |                   |                   |
| 142               | Gajusz Fanniusz |                   |                   |                   |
| 141               | Publiusz Mucjusz Scewola |                   |                   |                   |
| 140               | Tyberiusz Klaudiusz Asellus |                   |                   |                   |
| 139               | Aulus Gabiniusz |                   |                   |                   |
| 138               | Gajusz Kuracjusz, Spuriusz Licyniusz |                   |                   |                   |
| 137               | Marek Antiusz Briso, Lucjusz Kasjusz Longinus Ravilla |                   |                   |                   |
| 136               | Publiusz Rutyliusz |                   |                   |                   |
| 135 - 134         | nieznani |                   |                   |                   |
| Późna republika   | |                   |                   |                   |
| 133               | Kwintus Mucjusz (lub Minucjusz, lub Mummiusz), Marek Oktawiusz, Publiusz Saturejusz, Tyberiusz Semproniusz Grakchus, Rubriusz |                   |                   |                   |
| 132               | nieznani |                   |                   |                   |
| 131               | Gajusz Atyniusz Labeo Macerio |                   |                   |                   |
| 130               | Kwintus Eliusz Tubero, Gajusz Papiriusz Karbon |                   |                   |                   |
| 129 - 127         | nieznani |                   |                   |                   |
| 126               | Marek Juniusz Pennus |                   |                   |                   |
| 125 - 124         | nieznani |                   |                   |                   |
| 123               | Marek Juniusz (Silanus), Gajusz Semproniusz Grakchus, Aufejusz |                   |                   |                   |
| 122               | Maniusz Acyliusz Glabrion, Marek Fulwiusz Flakkus, Marek Liwiusz Druzus, Gnejusz Marcjusz Cenzorinus, Gajusz Rubriusz, Gajusz Semproniusz Grakchus |                   |                   |                   |
| 121               | Mewiusz, Marek Minucjusz Rufus |                   |                   |                   |
| 120               | Lucjusz Kalpurniusz Bestia, Publiusz Decjusz |                   |                   |                   |
| 119               | Gajusz Mariusz |                   |                   |                   |
| 118 - 114         | nieznani |                   |                   |                   |
| 113               | Sekstus Pedukeus |                   |                   |                   |
| 112               | nieznani |                   |                   |                   |
| 111               | Gajusz Bebiusz, Gajusz Licyniusz Nerva, Gajusz Memmiusz, Spuriusz Thorius |                   |                   |                   |
| 110               | Lucjusz Anniusz, Publiusz Licyniusz Lukullus |                   |                   |                   |
| 109               | Gajusz Mamiliusz Limetanus |                   |                   |                   |
| 108               | nieznani |                   |                   |                   |
| 107               | Gajusz Celiusz Kaldus, Lucjusz Licyniusz Krassus, Tytus Manliusz Mancinus |                   |                   |                   |
| 106               | Kwintus Mucjusz Scewola |                   |                   |                   |
| 105               | nieznani |                   |                   |                   |
| 104               | Lucjusz Kasjusz Longinus, Gnejusz Domicjusz Ahenobarbus, Lucjusz Marcjusz Filippus, Klodiusz |                   |                   |                   |
| 103               | Lucjusz Appulejusz Saturninus, Lucjusz (Aureliusz) Kotta, Marek Bebiusz (Tamphilus ?), Tytus Didiusz, Gajusz Norbanus, Lucjusz (Antystiusz) Reginus |                   |                   |                   |
| 102               | Aulus Pompejusz |                   |                   |                   |
| 101               | Gajusz Serwiliusz Glaucja |                   |                   |                   |
| 100               | Lucjusz Apulejusz Saturninus |                   |                   |                   |
| 99                | Lucjusz Apulejusz Saturninus, Lucjusz Ekwitiusz, Publiusz Furiusz, Kwintus Pompejusz Rufus, Marek Porcjusz Katon, Sekstus Titiusz |                   |                   |                   |
| 98                | Gajusz Apulejusz Decjanusz, Kwintus Kalidiusz, Gajusz Kanulejusz, Publiusz Waleriusz Vatia (Isaurikus) |                   |                   |                   |
| 97                | Marek Duroniusz |                   |                   |                   |
| 96 - 93           | nieznani |                   |                   |                   |
| 92                | Gnejusz Papiriusz Karbon |                   |                   |                   |
| 91                | Marek Liwiusz Druzus |                   |                   |                   |
| 90                | Kwintus Cecyliusz Metellus Celer, Gajusz Papiriusz Karbon Arvina, Gnejusz Pomponiusz, Gajusz Skryboniusz Kurion, Kwintus Wariusz Sewerus Hybryda |                   |                   |                   |
| 89                | Lucjusz Kaplurniusz Pizon (Frugi), Lucjusz Kasjusz, Lucjusz Memmiusz, Gajusz Papiriusz Karbon, Marek Plautiusz Silwanus |                   |                   |                   |
| 88                | Publiusz Antystiusz, Publiusz Sulpicjusz Rufus |                   |                   |                   |
| 87                | Sekstus Lucyliusz, Publiusz Magiusz, Marek Mariusz Graditianus, Gajusz Miloniusz, Marek Wergiliusz |                   |                   |                   |
| 86                | Publiusz Popilliusz Lenas |                   |                   |                   |
| 85 - 84           | nieznani |                   |                   |                   |
| 83                | Marek Juniusz Brutus |                   |                   |                   |
| 82                | Kwintus Waleriusz Soranus |                   |                   |                   |
| 81                | nieznani |                   |                   |                   |
| 80                | Gajusz Herenniusz |                   |                   |                   |
| 79 - 78           | nieznani |                   |                   |                   |
| 77                | Maniusz Terpoliusz |                   |                   |                   |
| 76                | Gnejusz Sycyniusz |                   |                   |                   |
| 75                | Kwintus Opimiusz |                   |                   |                   |
| 74                | Lucjusz Kwinkcjusz |                   |                   |                   |
| 73                | Gajusz Licyniusz Macer |                   |                   |                   |
| 72                | nieznani |                   |                   |                   |
| 71                | Marek Lolliusz Palikanus |                   |                   |                   |
| 70                | Plaucjusz |                   |                   |                   |
| 69                | Kwintus Kornificjusz, Kwintus Manliusz, Gajusz Wizelliusz Warron |                   |                   |                   |
| 68                | Gajusz Ancjusz, Gajusz Antoniusz (Hybryda), Kwintus Cecyliusz Metellus Celer (lub Nepos), Gnejusz Korneliusz, Gajusz Fundaniusz, Lucjusz Hostyliusz (Dasianus?), Kwintus Marcjusz, Gajusz Popiliusz, Marek Waleriusz, Lucjusz (Wolkacjusz?)                                                                             |                   |                   |                   |
| 67                | Gajusz Korneliusz, Aulus Gabiniusz, Gajusz Papiriusz Karbon, Lucjusz Roscjusz Oton, Publiusz Serwiliusz Globulus, Lucjusz Trebelliusz |                   |                   |                   |
| 66                | Gajusz Maniliusz, Gajusz Memmiusz |                   |                   |                   |
| 65                | Gajusz Papiusz |                   |                   |                   |
| 64                | Kwintus Mucjusz Orestinus, Fabiusz |                   |                   |                   |
| 63                | Tytus Ampiusz Balbus, Lucjusz Cecyliusz Rufus, Tytus Labienus, Publiusz Serwiliusz Rullus |                   |                   |                   |
| 62                | Kwintus Cecyliusz Metellus Nepos, Lucjusz Kalpurniusz Bestia, Lucjusz Fabrycjusz, Lucjusz Mariusz, Kwintus Minucjusz Thermus, Marek Porcjusz Katon |                   |                   |                   |
| 61                | (Marek Aufidiusz?) Lurko, Gajusz Cecyliusz Kornutus, Kwintus Fufiusz Kalenus |                   |                   |                   |
| 60                | Lucjusz Flawiusz, Gajusz Herenniusz |                   |                   |                   |
| 59                | Gajusz Alfiusz Flawus, Kwintus Anchariusz, Kwintus Cecyliusz Metellus Pius Scypion Nazyka, Gajusz Koskoniusz, Gnejusz Domicjusz Kalwinus, Gajusz Fanniusz, Publiusz Nigidiusz Figulus, Publiusz Watyniusz |                   |                   |                   |
| 58                | Eliusz Ligus, Lucjusz Antystiusz, Publiusz Klodiusz Pulcher, Lucjusz Ninniusz Kwadratus, Lucjusz Nowiusz (Niger?), Kwintus Terencjusz Kulleon |                   |                   |                   |
| 57                | Tytus Anniusz Milon (Papianus), Sekstus Atyliusz Serranus Gawianus, Gajusz Cestyliusz, Marek Cyspiusz, Maniusz Kurcjusz Peduceanus, Kwintus Fabrycjusz, Tytus Fadiusz (Gallus?), Gajusz Mesjusz, Kwintus Numeriusz Rufus (Grakchus), Publiusz Sestiusz                                                                  |                   |                   |                   |
| 56                | Antystiusz Wetus, Lucjusz Kaniniusz Gallus, Kasjusz, Marek Noniusz Sufenas, Gnejusz Plancjusz, Aulus Plaucjusz, Gajusz Porcjusz Katon, Lucjusz Procyliusz, Lucjusz Racyliusz, Publiusz Rutyliusz Lupus |                   |                   |                   |
| 55                | Publiusz Akwilliusz Gallus, Gajusz Atejusz Kapiton, Gajusz Treboniusz, Mamiliusz, Lucjusz Roscjusz Fabatus, Aulus Allienus, Sekstus Peduceus, Gajusz Fabiusz |                   |                   |                   |
| 54                | Decymus Leliusz, Gajusz Memmiusz, Kwintus Mucjusz Scewola, Terrencjusz |                   |                   |                   |
| 53                | Marek Celiusz Winicjanus, Publiusz Licyniusz Krasus Divus Junianus, Gajusz Lucyliusz Hirrus |                   |                   |                   |
| 52                | Marek Celiusz Rufus, Kwintus Maniliusz Kumanus, Tytus Munatius Plankus Byrsa, Kwintus Pompejusz Rufus, Gajusz Sallustiusz Kryspus |                   |                   |                   |
| 51                | Gajusz Celiusz, Publiusz Korneliusz, Gajusz Wibiusz Pansa (Cetronianus), Lucjusz Winicjusz |                   |                   |                   |
| 50                | Gajusz Furniusz, Gajusz Skryboniusz Kurion |                   |                   |                   |
| 49                | Marek Antoniusz, (Aureliusz) Kotta, Lucjusz Cecyliusz Metellus, Gajusz Kasjusz Longinus, Kwintus Kasjusz Longinus, Lucjusz Marcjusz Filippus, Rubriusz |                   |                   |                   |
| 48                | Aulus Hircjusz |                   |                   |                   |
| 47                | Gajusz Azyniusz Pollion, Publiusz Korneliusz Dolabella, Lucjusz Trebelliusz |                   |                   |                   |
| 46                | Gajusz Antoniusz |                   |                   |                   |
| 45                | Lucjusz Poncjusz Aquila, Publiusz Wentydiusz Bassus, Cecyliusz (lub Pomponiusz) |                   |                   |                   |
| 44                | Lucjusz Antoniusz, Lucjusz Cesetiusz Flavus, Tytus Kannucjusz, Decjusz Karfulenus, Lucjusz Kasjusz Longinus, Lucjusz Decydiusz Saksa, Gajusz Epidiusz Marullus, Gajusz Helwiusz Cynna, (Gajusz, Publiusz lub Lucjusz Hostyliusz) Saserna, (Noniusz) Asprenas, Gajusz (Serwiliusz) Kaska, (Lucjusz) Flaminiusz (Chilon?) |                   |                   |                   |
| 43                | Publiusz Appulejusz, Lucjusz Kornyficjusz, Marek Serwiliusz, Salwiusz, Publiusz Serwiliusz Kaska Longinus, Marek Terencjusz Warron Gibba, Publiusz Tycjusz, Publiusz Tycjusz, Marek Wipsaniusz Agryppa |                   |                   |                   |